# Didelphis imperfecta
O gambá-de-orelha-branca-da-guiana  (vernáculo artificial derivado das línguas espanhola e inglesa) (Didelphis imperfecta) é uma espécie de marsupial da família dos didelfiídeos (Didelphidae). Pode ser encontrado no Brasil, Venezuela, Guiana, Suriname e Guiana Francesa.